# Peperomia arthurii
Peperomia arthurii är en pepparväxtart som beskrevs av Trel. & Yunck.. Peperomia arthurii ingår i släktet peperomior, och familjen pepparväxter. Inga underarter finns listade i Catalogue of Life.